# 哲女星
哲女星（54 Alexandra）是第54颗被人类发现的小行星，于1858年9月10日发现。哲女星的直径为165.8千米，质量为5×1018千克，公转周期为1631.620天。